# Stefan Zabieglik

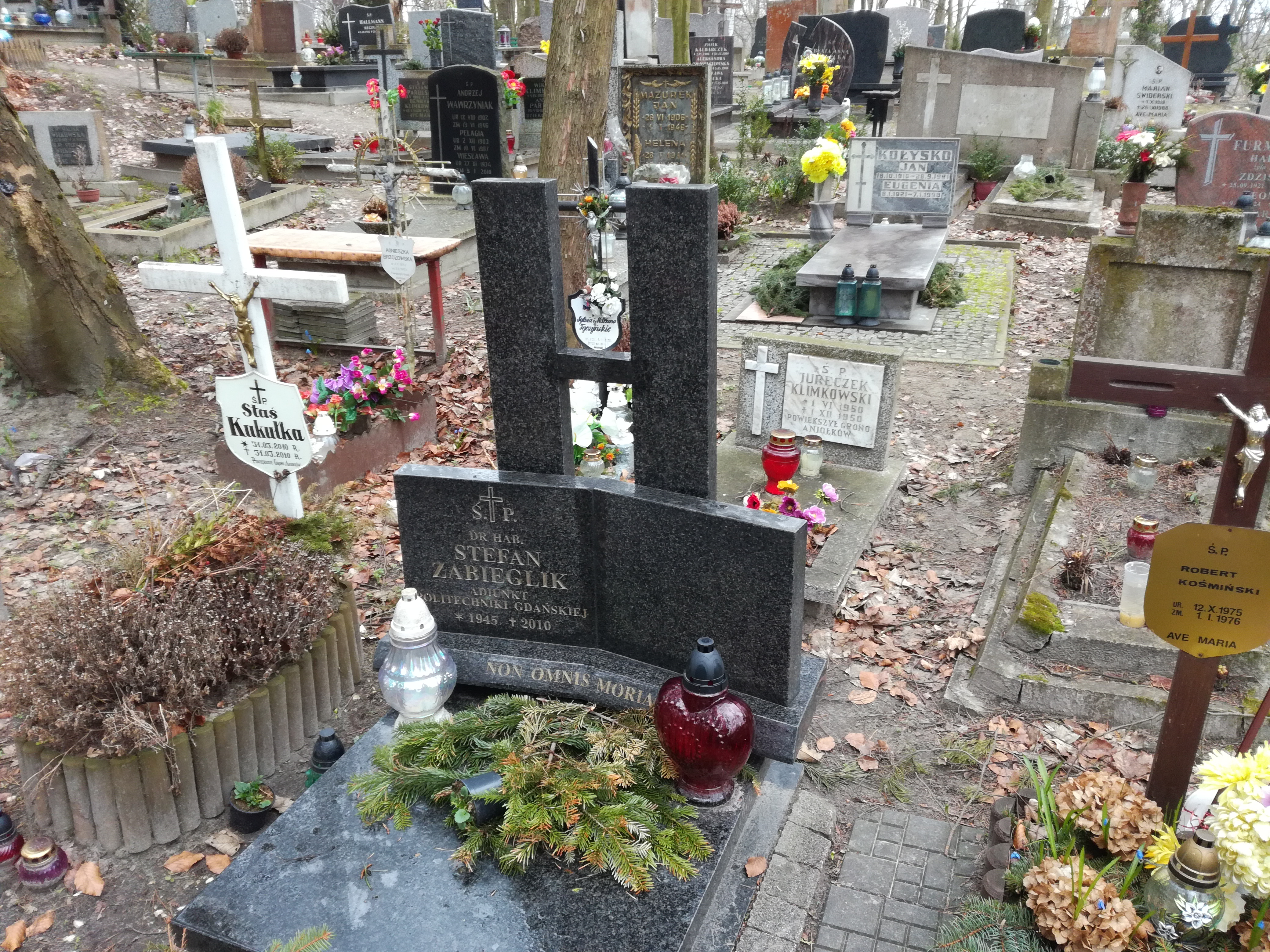
Grób Stefana Zabieglika na Cmentarzu Srebrzysko w Gdańsku

Stefan Zabieglik (ur. 20 lipca 1945 w Radzicach Dużych, zm. 4 maja 2010 w Gdańsku) – filozof polski, autor szeregu publikacji na temat historii i kultury Szkocji.

## Życiorys naukowy
Absolwent studiów na kierunku matematyka na WSP w Gdańsku (1969). W 1978 roku otrzymał stopień doktora nauk humanistycznych na Wydziale Humanistycznym Uniwersytetu Gdańskiego za pracę Z dziejów pojęcia zdrowego rozsądku (promotor – prof. dr hab. Adam Synowiecki). W 1999 r. Wydział Filozofii i Socjologii Uniwersytetu Warszawskiego nadał mu stopień doktora habilitowanego nauk humanistycznych na podstawie rozprawy Wiek doskonalenia. Z filozofii szkockiego oświecenia.. Od 1974 pracował na Politechnice Gdańskiej, gdzie prowadził zajęcia z kultury języka polskiego (dla wydziału ETI) oraz europejskiego dziedzictwa kulturowego i filozofii przyrody (dla wydziału ZiE).
Stefan Zabieglik od 1991 roku zajmował się filozofią, kulturą i historią Szkocji. W latach 1991 i 1993 przebywał na stażach naukowych w King’s College, Aberdeen University. Opublikował wiele artykułów naukowych i popularnonaukowych z zakresu tematyki szkockiej, a także książkę Zarys historii Szkocji do końca XVIII w. (Gdańsk 1993), pierwszą w języku polskim historię tego kraju. Wydana w 2000 r. Historia Szkocji stanowi poprawioną i poszerzoną wersję Zarysu...'.
Napisał słowa piosenki Świecą gwiazdy świecą z jedynego wydanego albumu zespołu Trzy Korony.
Pochowany na Cmentarzu Srebrzysko w Gdańsku (rejon VII, kwatera III dziecięca-2-36).

## Ostatnie publikacje książkowe
- Zabieglik Stefan, Historia filozofii na tle cywilizacji europejskiej (do końca XVIII wieku), seria Prace Wyższej Szkoły Finansów i Administracji w Sopocie, Nauki Społeczne t. 1, Fundacja na rzecz Polskich Związków Kredytowych, Sopot 2003;
- Zabieglik Stefan, Adam Smith, Wiedza Powszechna, seria Myśli i Ludzie, Warszawa 2003, ISBN 83-214-1294-7;
- Zabieglik Stefan, Dbajmy o język! Poradnik nie tylko dla menedżerów, Scientific Publ. Group, Gdańsk 2004;
- Zabieglik Stefan, Leksykon Szkocji – historia, polityka, nauka, kultura. Kanion.net, Zielona Góra 2008. 296 s. ISBN 978-83-926227-0-3.